# Gymnogramma lanuginosa
Gymnogramma lanuginosa là một loài dương xỉ trong họ Pteridaceae. Loài này được A.Braun mô tả khoa học đầu tiên năm 1854.
Danh pháp khoa học của loài này chưa được làm sáng tỏ. 